# U-152 (1940)
U-152 — малая немецкая подводная лодка типа II-D для прибрежных вод, времён Второй мировой войны. Заводской номер 281.
Введена в строй 29 января 1941 года. Входила в 24 флотилию, с 1 сентября 1941 года находилась в 21-й флотилии, с 1 марта входила в 31-ю флотилию. Во всех флотилиях использовалась в качестве учебной подводной лодки. 2 мая 1945 года затоплена экипажем в порту города Вильгельмсхафен.